# Арданкур
Арданкур (фр. Hardancourt) насеље је и општина у североисточној Француској у региону Лорена, у департману Вогези која припада префектури Епинал.
По подацима из 2011. године у општини је живело 41 становника, а густина насељености је износила 12,31 становника/km². Општина се простире на површини од 3,33 km². Налази се на средњој надморској висини од | метара (максималној 332 m, а минималној 269 m).

## Демографија
| 1962. | 1968. | 1975. | 1982. | 1990. | 1999. | 2011. |
| ----- | ----- | ----- | ----- | ----- | ----- | ----- |
| 45    | 55    | 49    | 26    | 27    | 36    | 41    |

График промене броја становника у току последњих година